# El misterio de Edwin Drood
El misterio de Edwin Drood (en inglés: The Mystery of Edwin Drood) es la decimoquinta y última novela del escritor británico Charles Dickens, fallecido súbitamente en junio de 1870, antes de poder terminarla, agotado por una gira de despedida compuesta por doce lecturas públicas de sus obras.
Solo seis de las doce entregas mensuales proyectadas fueron publicadas por Chapman and Hall, de abril a septiembre de 1870, con ilustraciones de Samuel Luke Fidles y una cubierta de Charles Allston Collins. Publicada en volumen el 30 de abril de ese mismo año, con ilustraciones de Marcus Stone, la novela, aunque con algunas indicaciones sobre la continuación que le habría sido destinada, deja muchos misterios que han tratado de dilucidar críticos y escritores de forma continua desde 1870.
La historia tiene lugar en Cloisterham, ciudad imaginaria inspirada en Rochester, en el condado de Kent, cuya topografía, arquitectura y atmósfera, bien conocidas por Dickens, quien pasó parte de su infancia en la localidad vecina de Chatham, es fielmente evocada. Trata sobre todo del joven Edwin Drood, huérfano prometido por testamento a Rosa Bud, también huérfana, unión que iría acompañada de una fortuna. Edwin Drood está muy unido a su tío Jasper, personaje difuso, adepto a los fumaderos de opio de Londres, a la vez que maestro de coro en la catedral de la ciudad y secretamente enamorado de su futura sobrina. Otros personajes bastante misteriosos, como los gemelos Neville y Helena Landless, venidos de Ceilán, complican las relaciones entre los diversos actores de la historia.
Edwin y Rosa terminan por renunciar a su unión; de pronto, Edwin desaparece y el manuscrito se interrumpe poco después. Debido a la muerte del autor, no se conoce el final de la historia y la identidad del asesino sigue siendo objeto de debate. A falta de continuación, comienza lo que Paul Schlicke ha denominado «la industria de la resolución del misterio», que se designa también como la «literatura droodiana» (Droodian literature), larga serie de investigaciones, hipótesis, soluciones y finales de todo género. Además, las especulaciones siguen alimentando la crónica de sucesos de la literatura, el último avatar en la adaptación televisiva de la novela en dos partes, con una secuela anunciada como «definitiva» que la BBC2 transmitió el 10 y 11 de enero de 2012.
El último libro de Dickens, que sin duda parece ser una novela policíaca, puede también ser leído como la «culminación de temas y motivos de sus obras anteriores» («the culmination of themes and motifs in his earlier works»), lo que críticos eminentes como Edmund Wilson o Angus Wilson se han dedicado a analizar.

#### Texto
- Dickens, Charles (1986). The Mystery of Edward Drood (en inglés). Introducción, apéndices y notas de Angus Wilson. Harmondsworth: Penguin Classics. pp. 314. ISBN 0-14-043092-X. Consultado el 4 de julio de 2012.

- Dickens, Charles; Preston, Peter (2005). The Mystery of Edwin Drood and Other Stories (en inglés). Introducción y notas de Peter Preston. Ware, Hertfordshire: Wordsworth Editions Limited. p. 464. ISBN 978-1-85326-729-1. Consultado el 4 de julio de 2012. (requiere registro).

#### Traducción en español
- Dickens, Charles (1951). El misterio de Edwin Drood. Prólogo de G.K. Chesterton y traducción de Dora de Alvear. Buenos Aires: Emecé. OCLC 48326229. Consultado el 4 de julio de 2012.

#### Obras generales
- Stapleton, Michael (1983). The Cambridge Guide to English Literature (en inglés). Londres: Hamlyn. p. 993. ISBN 0600331733.

- Drabble, Margaret (1985). The Oxford Companion to English Literature (en inglés). Londres: Guild Publishing. pp. 1155. ISBN 978-0199214921. Consultado el 4 de julio de 2012. (requiere registro).

- Ackroyd, Peter (1993).  (en inglés). Londres: Stock. p. 347. ISBN 978-0099437093. Falta el |título= (ayuda);

- Sanders, Andrew (1996). The Oxford History of English Literature (en inglés). Oxford: Oxford University Press. ISBN 0-19-871156-5. Consultado el 4 de julio de 2012. (requiere registro).

- Schlicke, Pul (1999). Oxford Reader’s Companion to Dickens (en inglés). Nueva York: Oxford University Press. p. 676. ISBN 0-19-866253-X.

- Davis, Paul (1999). Charles Dickens A to Z (en inglés). Nueva York: Checkmark Books. p. 432. ISBN 0-8160-4087-7.

- Jordan, John O. (2001). The Cambridge Companion to Charles Dickens (en inglés). Nueva York: Cambridge University Press. p. 235. ISBN 0-52166964-2.

- Paroissien, David (2011). «El misterio de Edwin Drood». A Companion to Charles Dickens (en inglés). Chichester: Wiley Blackwell. p. 515. ISBN 978-0-470-65794-2.

- Datos: Q1168105
- Multimedia: The Mystery of Edwin Drood / Q1168105